# Шентпавел-на-Доленськем
Шентпавел-на-Доленськем (словен. Šentpavel na Dolenjskem) — поселення в общині Іванчна Гориця, Осреднєсловенський регіон, Словенія. Висота над рівнем моря: 333,4 м.